# Gérald Cyprien Lacroix
Gérald Cyprien Lacroix, I.S.P.X. (sinh 1957) là một Hồng y người Canada của Giáo hội Công giáo Rôma. Ông hiện đảm nhận vị trí Tổng giám mục chính tòa Tổng giáo phận Québec. Trước đây, ông còn làm Viện trưởng học viện Thế tục Piô X.

## Tiểu sử
Hồng y Lacroix sinh ngày 27 tháng 7 năm 1957 tại Saint-Hilaire de Dorset, Canada. Sau quá trình tu học, ngày 8 tháng 10 năm 1988, ông được thụ phong linh mục cho Học viện Thế tục Piô X, bởi Giám mục Maurice Couture, R.S.V., Giám mục Phụ tá Tổng giáo phận Québec. Từ năm 2001, ông là Viện trưởng Học viện Thế tục Piô X.
Ngày 7 tháng 4 năm 2009, Tòa Thánh loan báo tin bổ nhiệm linh mục Gérald Cyprien Lacroix làm Giám mục Hiệu tòa Hilta, Giám mục Phụ tá Tổng giáo phận Québec. Lễ tấn phong cho tân giám mục được cử hành sau đó vào ngày 24 tháng 5 sau đó, bởi các vị chủ sự nghi thức gồm: chủ phong Hổng y Marc Ouellet, P.S.S., Tổng giám mục Québec. Hai vị phụ phong Maurice Couture, R.S.V., Nguyên Tổng giám mục Québec và Gilles Lemay, Giám mục Phụ tá Québec. Tân giám mục:Mane nobiscum Domine.
Ngày 22 tháng 2 năm 2011, sau gần hai năm với chức danh Giám mục phụ tá Québec, Tòa Thánh loan tin bổ nhiệm thăng Giám mục Lacroix làm Tổng giám mục chính tòa Québec. Ngày 25 tháng 3 cùng năm, ông chính thức nhậm chức vị này.
Trong Công nghị Hồng y 2014 cử hành ngày 22 tháng 2, Giáo hoàng Phanxicô vinh thăng Tổng giám mục Lacroix tước vị Hồng y Nhà thờ San Giuseppe all’Aurelio. Hai tháng sau đó, ông đã đến nhận nhà thờ hiệu tòa của mình.